# 118 Peitho
118 Peitho este un asteroid din centura principală, descoperit pe 15 martie 1872, de Robert Luther.